# Myopias trumani
Myopias trumani é uma espécie de formiga do gênero Myopias, pertencente à subfamília Ponerinae.